# Rourea tenuis
Rourea tenuis là một loài thực vật có hoa trong họ Connaraceae. Loài này được G.Schellenb. miêu tả khoa học đầu tiên năm 1938.